# Saint-Léger-de-Balson
Pour les articles homonymes, voir Saint-Léger.
Saint-Léger-de-Balson (Sent Lugèir de Balion en gascon) est une commune du Sud-Ouest de la France, située dans le département de la Gironde (région Nouvelle-Aquitaine).
Ses habitants sont appelés les Léodegariens ou Lugariens.

## Géographie

Représentations cartographiques de la commune
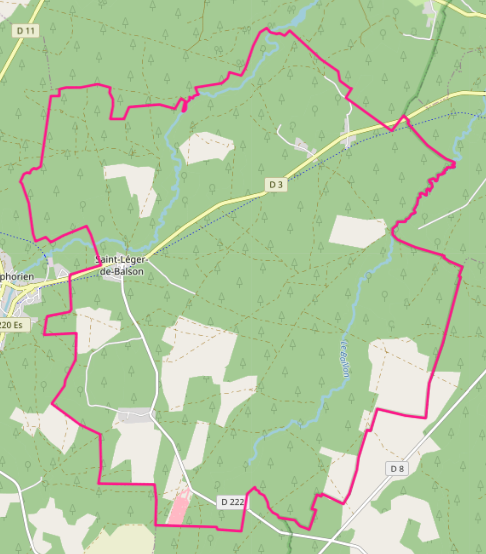
Carte OpenStreetMap.
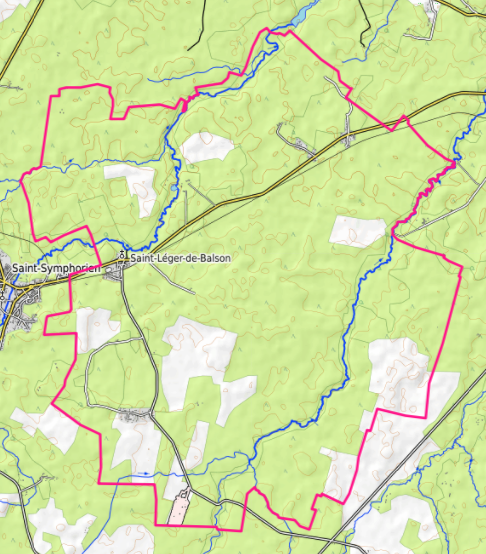
Carte topographique.
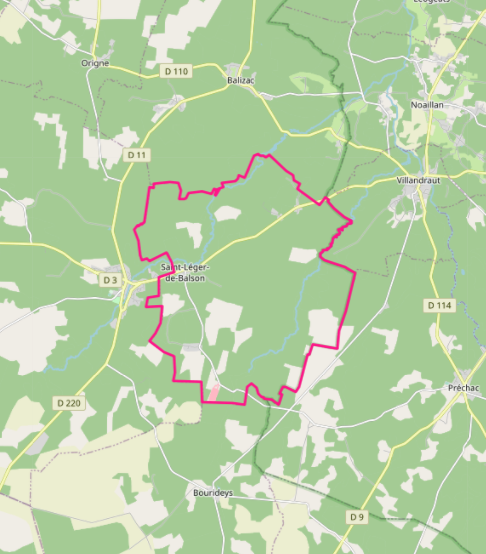
Carte avec les communes environnantes.

### Localisation
La commune est située dans la forêt des Landes au cœur du parc naturel régional des Landes de Gascogne, dans le sud-sud-ouest du département de la Gironde, à 53 km au sud de Bordeaux, chef-lieu du département, à 25 km au sud-ouest de Langon, chef-lieu d'arrondissement, et à 2 km à l'est de Saint-Symphorien, ancien chef-lieu de canton.

### Communes limitrophes
Les communes limitrophes en sont Villandraut au nord-est, Préchac à l'est, Bourideys au sud, Saint-Symphorien à l'ouest et Balizac au nord.
|                  | Balizac               | Villandraut |
| Saint-Symphorien | Saint-Léger-de-Balson | Préchac     |
|                  | Bourideys             |             |

### Climat
Pour des articles plus généraux, voir Climat de la Nouvelle-Aquitaine et Climat de la Gironde.
Historiquement, la commune est exposée à un climat océanique aquitain.  
En 2020, Météo-France publie une typologie des climats de la France métropolitaine dans laquelle la commune est exposée à un climat océanique et est dans la région climatique  Aquitaine, Gascogne, caractérisée par une pluviométrie abondante au printemps, modérée en automne, un faible ensoleillement au printemps, un été chaud (19,5 °C), des vents faibles, des brouillards fréquents en automne et en hiver et des orages fréquents en été (15 à 20 jours).
Pour la période 1971-2000, la température annuelle moyenne est de 12,7 °C, avec une amplitude thermique annuelle de 14,4 °C. Le cumul annuel moyen de précipitations est de 958 mm, avec 12,1 jours de précipitations en janvier et 7,5 jours en juillet. Pour la période 1991-2020, la température moyenne annuelle observée sur la station météorologique la plus proche, située sur la commune de Sauternes à 15 km à vol d'oiseau, est de 13,9 °C et le cumul annuel moyen de précipitations est de 859,6 mm,. Pour l'avenir, les paramètres climatiques de la commune estimés pour 2050 selon différents scénarios d’émission de gaz à effet de serre sont consultables sur un site dédié publié par Météo-France en novembre 2022.

## Urbanisme

### Typologie
Au 1er janvier 2024, Saint-Léger-de-Balson est catégorisée commune rurale à habitat dispersé, selon la nouvelle grille communale de densité à sept niveaux définie par l'Insee en 2022.
Elle est située hors unité urbaine. Par ailleurs la commune fait partie de l'aire d'attraction de Bordeaux, dont elle est une commune de la couronne,. Cette aire, qui regroupe 275 communes, est catégorisée dans les aires de 700 000 habitants ou plus (hors Paris),.

### Occupation des sols

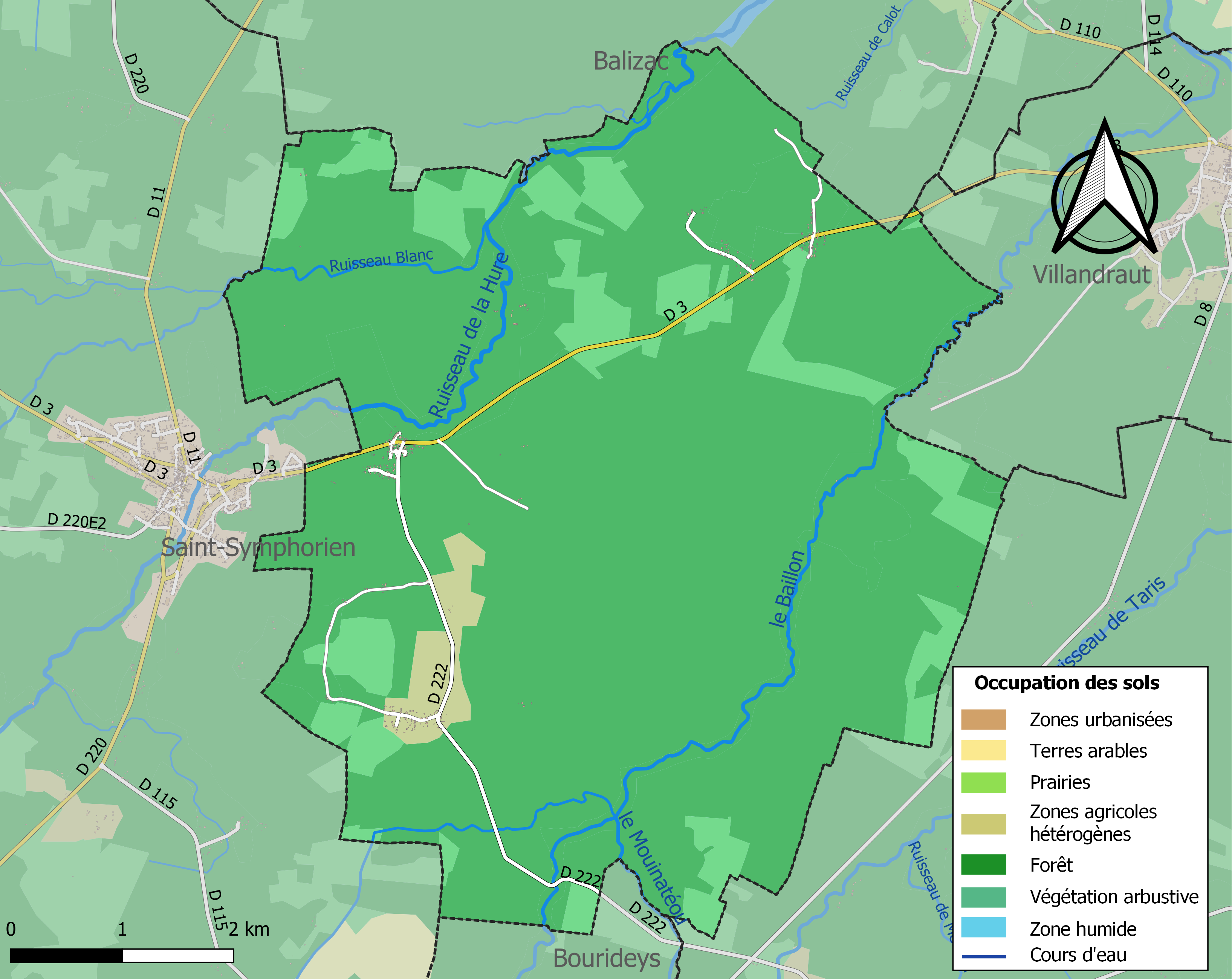
Carte des infrastructures et de l'occupation des sols de la commune en 2018 (CLC).

L'occupation des sols de la commune, telle qu'elle ressort de la base de données européenne d’occupation biophysique des sols Corine Land Cover (CLC), est marquée par l'importance des forêts et milieux semi-naturels (97,9 % en 2018), en diminution par rapport à 1990 (100 %). La répartition détaillée en 2018 est la suivante : 
forêts (87 %), milieux à végétation arbustive et/ou herbacée (10,9 %), zones agricoles hétérogènes (2,1 %). L'évolution de l’occupation des sols de la commune et de ses infrastructures peut être observée sur les différentes représentations cartographiques du territoire : la carte de Cassini (XVIIIe siècle), la carte d'état-major (1820-1866) et les cartes ou photos aériennes de l'IGN pour la période actuelle (1950 à aujourd'hui).

### Voies de communication et transports
La principale voie de communication routière qui traverse la commune est la route départementale D3 qui mène, vers l'est, à Villandraut puis Bazas et, vers l'ouest, à Saint-Symphorien et au-delà au bassin d'Arcachon. Vers le sud, la route départementale D222 permet d'aller à Bourideys ou à Préchac vers le sud-est.
L'accès à l'autoroute A62 peut se faire soit à la « sortie »  3 Langon soit à la « sortie »  2 Podensac qui sont, l'une comme l'autre, distantes de 25 km.

L'accès à l'autoroute A63 se fait à la « sortie »  21 Salles distante de 38 km vers l'ouest.

L'accès  Bazas à l'autoroute A65 (Langon-Pau) se situe à 20 km vers l'est.
La gare SNCF la plus proche est celle, distante de 26 km, de Langon sur la Bordeaux-Sète du TER Nouvelle-Aquitaine.

### Risques majeurs
Le territoire de la commune de Saint-Léger-de-Balson est vulnérable à différents aléas naturels : météorologiques (tempête, orage, neige, grand froid, canicule ou sécheresse), feux de forêts et séisme (sismicité très faible). Un site publié par le BRGM permet d'évaluer simplement et rapidement les risques d'un bien localisé soit par son adresse soit par le numéro de sa parcelle.
Saint-Léger-de-Balson est exposée au risque de feu de forêt. Depuis le 20 avril 2016, les départements de la Gironde, des Landes et de Lot-et-Garonne disposent d’un règlement interdépartemental de protection de la forêt contre les incendies. Ce règlement vise à mieux prévenir les incendies de forêt, à faciliter les interventions des services et à limiter les conséquences, que ce soit par le débroussaillement, la limitation de l’apport du feu ou la réglementation des activités en forêt. Il définit en particulier cinq niveaux de vigilance croissants auxquels sont associés différentes mesures,.

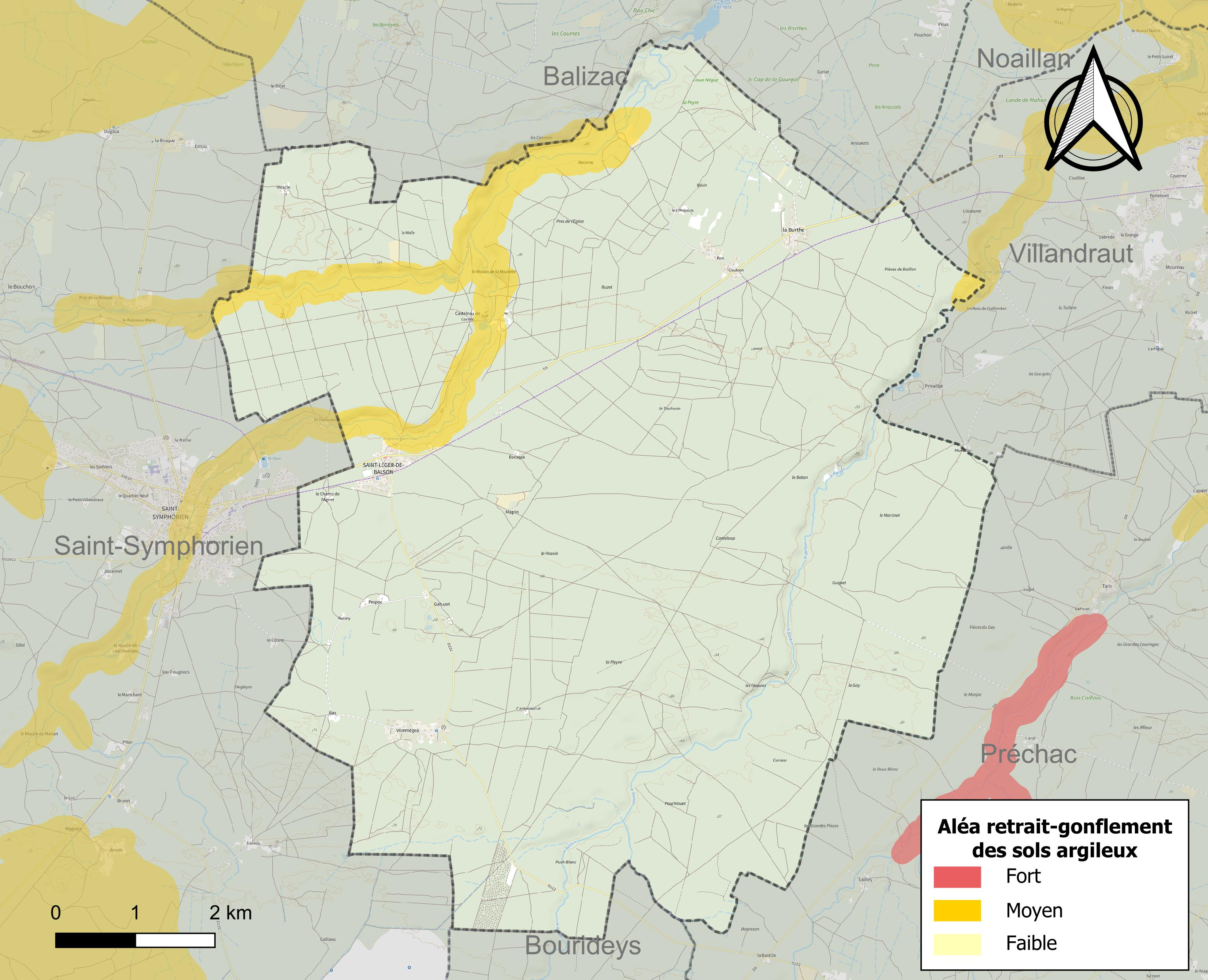
Carte des zones d'aléa retrait-gonflement des sols argileux de Saint-Léger-de-Balson.

Le retrait-gonflement des sols argileux est susceptible d'engendrer des dommages importants aux bâtiments en cas d’alternance de périodes de sécheresse et de pluie. 5,7 % de la superficie communale est en aléa moyen ou fort (67,4 % au niveau départemental et 48,5 % au niveau national). Sur les 160 bâtiments dénombrés sur la commune en 2019, 3 sont en aléa moyen ou fort, soit 2 %, à comparer aux 84 % au niveau départemental et 54 % au niveau national. Une cartographie de l'exposition du territoire national au retrait gonflement des sols argileux est disponible sur le site du BRGM,.
La commune a été reconnue en état de catastrophe naturelle au titre des dommages causés par les inondations et coulées de boue survenues en 1982, 1999, 2009 et 2020.

## Histoire
La commune a été créée en 1793 à partir de la partie est de la paroisse de Saint-Symphorien sous le nom de Saint Léger et Bourideys. Elle apparaît sous son nom actuel dans le bulletin des Lois de 1801. La commune de Bourideys en fut rapidement détachée (entre 1793 et 1801).
Pour plus d'information sur la situation de la commune au XVIIIe siècle, voir l'ouvrage de Jacques Baurein.

## Politique et administration
| Période                                  | Période  | Identité           | Étiquette | Qualité |
| ---------------------------------------- | -------- | ------------------ | --------- | ------- |
| 1927                                     | 1935     | Pierre Castets     |           |         |
| 1935                                     | 1959     | Gaston Dubernet    |           |         |
| 1959                                     | 2008     | André Larrouquis   |           |         |
| mars 2008                                | En cours | Laëtitia Rodriguez |           | Cadre   |
| Les données manquantes sont à compléter. |          |                    |           |         |

### Communauté de communes
Le 1er janvier 2014, la communauté de communes du Pays paroupian ayant été supprimée, la commune de Saint-Léger-de-Balson s'est retrouvée intégrée à la communauté de communes du Sud Gironde siégeant à Mazères.

## Démographie
L'évolution du nombre d'habitants est connue à travers les recensements de la population effectués dans la commune depuis 1793. Pour les communes de moins de 10 000 habitants, une enquête de recensement portant sur toute la population est réalisée tous les cinq ans, les populations de référence des années intermédiaires étant quant à elles estimées par interpolation ou extrapolation. Pour la commune, le premier recensement exhaustif entrant dans le cadre du nouveau dispositif a été réalisé en 2004.

En 2022, la commune comptait 316 habitants, en évolution de −7,87 % par rapport à 2016 (Gironde : +6,91 %, France hors Mayotte : +2,11 %).
| 1793 | 1800 | 1806 | 1821 | 1831 | 1836 | 1841 | 1846 | 1851 |
| ---- | ---- | ---- | ---- | ---- | ---- | ---- | ---- | ---- |
| 805  | 409  | 355  | 374  | 374  | 468  | 470  | 504  | 474  |

| 1856 | 1861 | 1866 | 1872 | 1876 | 1881 | 1886 | 1891 | 1896 |
| ---- | ---- | ---- | ---- | ---- | ---- | ---- | ---- | ---- |
| 466  | 463  | 478  | 468  | 467  | 456  | 438  | 408  | 392  |

| 1901 | 1906 | 1911 | 1921 | 1926 | 1931 | 1936 | 1946 | 1954 |
| ---- | ---- | ---- | ---- | ---- | ---- | ---- | ---- | ---- |
| 426  | 418  | 386  | 353  | 328  | 328  | 279  | 249  | 226  |

| 1962 | 1968 | 1975 | 1982 | 1990 | 1999 | 2004 | 2006 | 2009 |
| ---- | ---- | ---- | ---- | ---- | ---- | ---- | ---- | ---- |
| 223  | 217  | 214  | 227  | 239  | 243  | 256  | 272  | 317  |

| 2014 | 2019 | 2022 | - | - | - | - | - | - |
| ---- | ---- | ---- | - | - | - | - | - | - |
| 339  | 326  | 316  | - | - | - | - | - | - |

## Culture locale et patrimoine

### Lieux et monuments
- L'église Saint-Léger de Saint-Léger-de-Balson, initialement de style gothique, date du XIIe siècle (dont elle a conservé l'abside septentrionale) et a été réaménagée en style roman au XVIe siècle et est classée monument historique depuis 1973[28].
- L'église abrite deux autels et leurs retables qui datent du XVIIIe siècle et sont classés monuments historiques[29]. Une statue d'évêque, datant de la même époque et également classée, a été volée en 1993.

Des clichés des objets et de l'intérieur de l'église sont disponibles sur la base Mémoire.
- La source Saint-Clair, censée guérir les maux atteignant les yeux et les problèmes de lactation, est une source « double » ; l'une des résurgences est captée et aménagée au profit des pèlerins (c'est bien sûr celle-ci qui est la « véritable » source dédiée à saint Clair !), l'autre est réservée aux cagots[31].
- La piste cyclable de Villandraut à Mios qui traverse le village a été construite sur l'emplacement de l'ancienne ligne de chemin de fer Le Nizan - Saint-Symphorien - Sore en usage pour l'exploitation forestière.
- Ruines de la forteresse de Castelnau de Cernès (XIIIe siècle) : elles se dressent, avec ses dépendances et son moulin entouré par les eaux de la Hure et par un étang. Malgré son état de ruine avancé, ce château unique en Gironde est remarquable par sa triple enceinte concentrique et sa forme elliptique. Les murailles s'élèvent plus on avance au cœur de la place, dominée par le donjon[32].

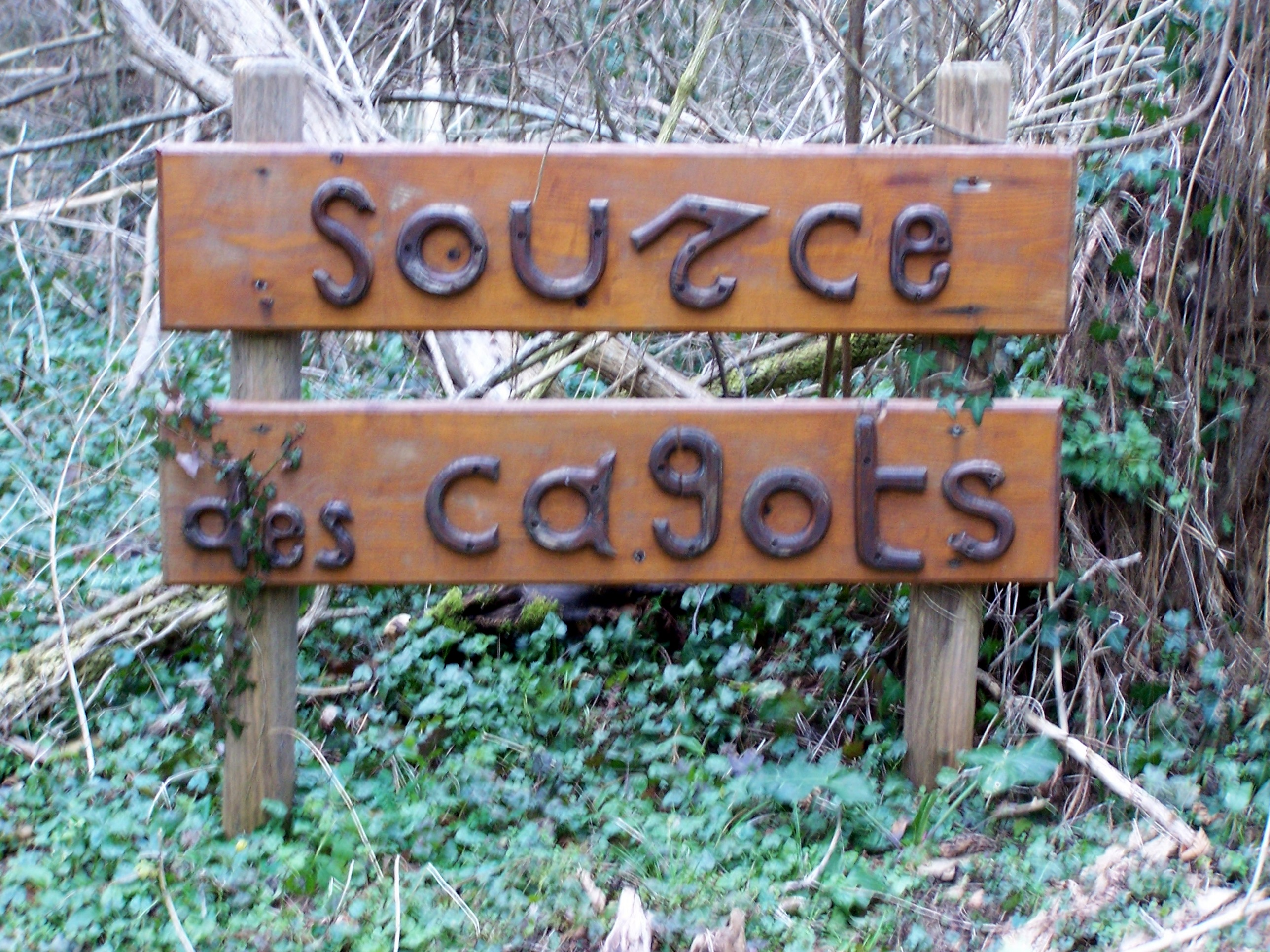
La source Saint-Clair de Saint-Léger-de-Balson est « double »: l'une pour les pèlerins, l'autre pour les cagots. (Fév. 2010).
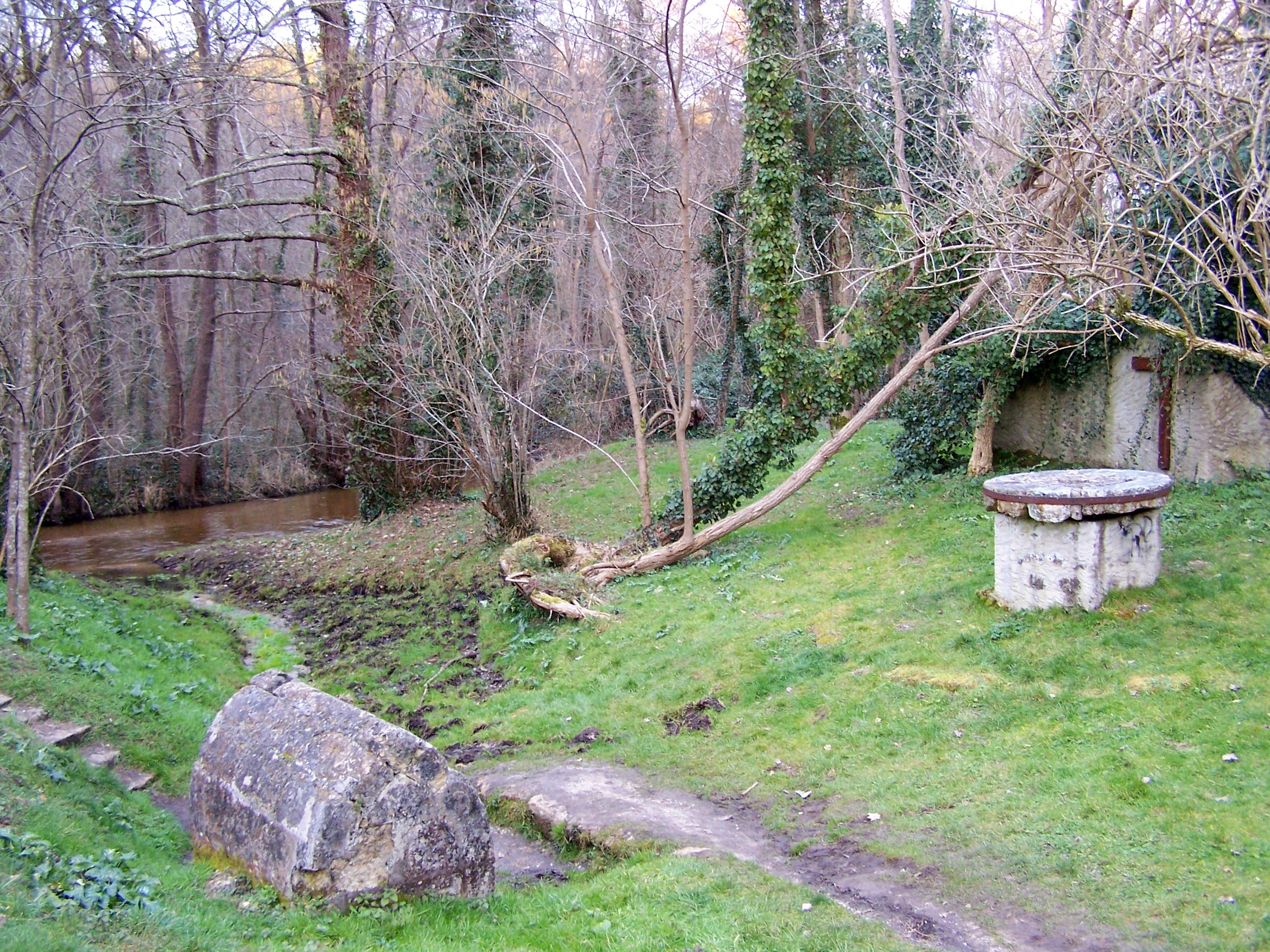
Le site de la source Saint-Clair (fév. 2010)
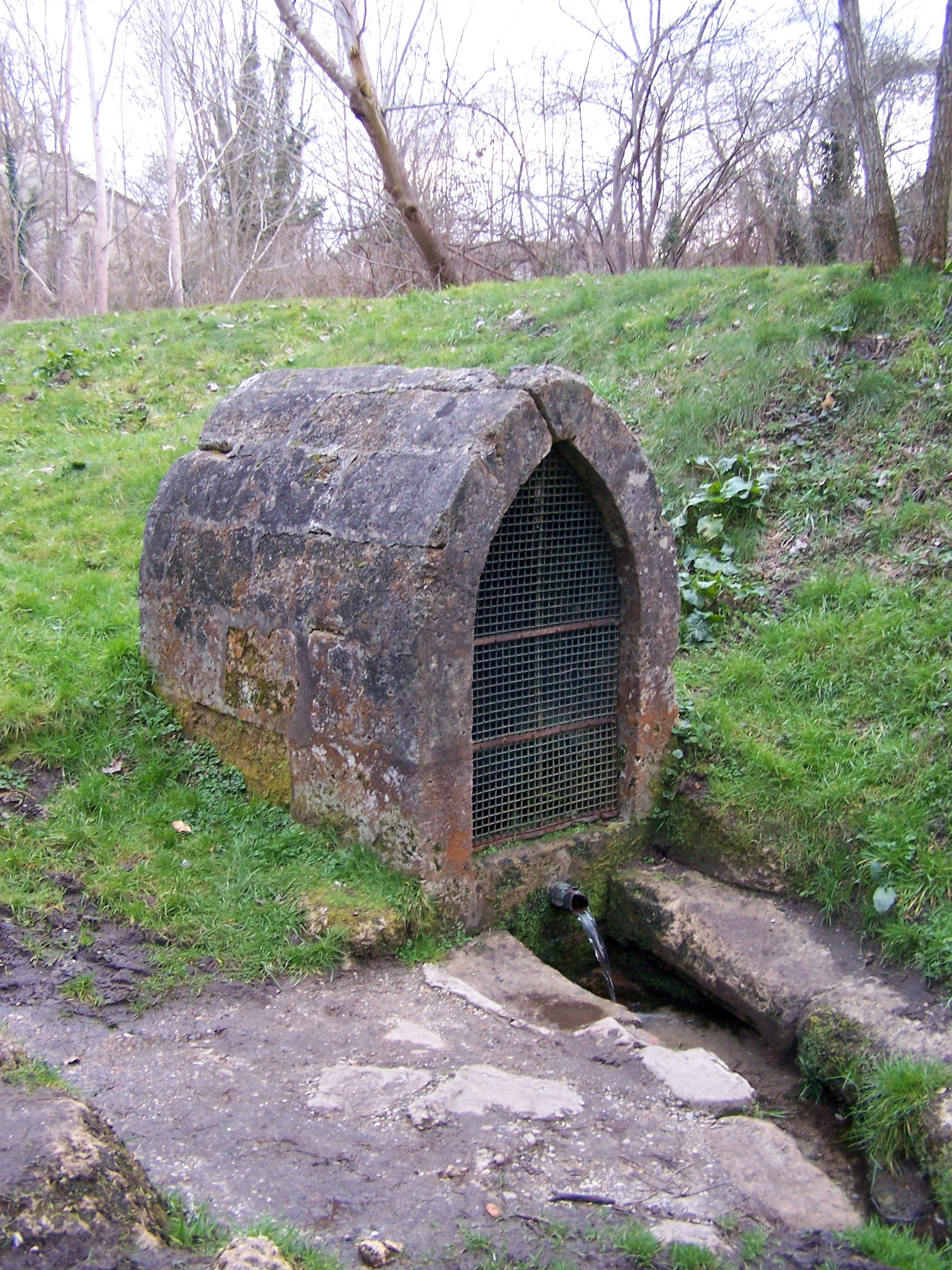
La source Saint-Clair (fév. 2010)
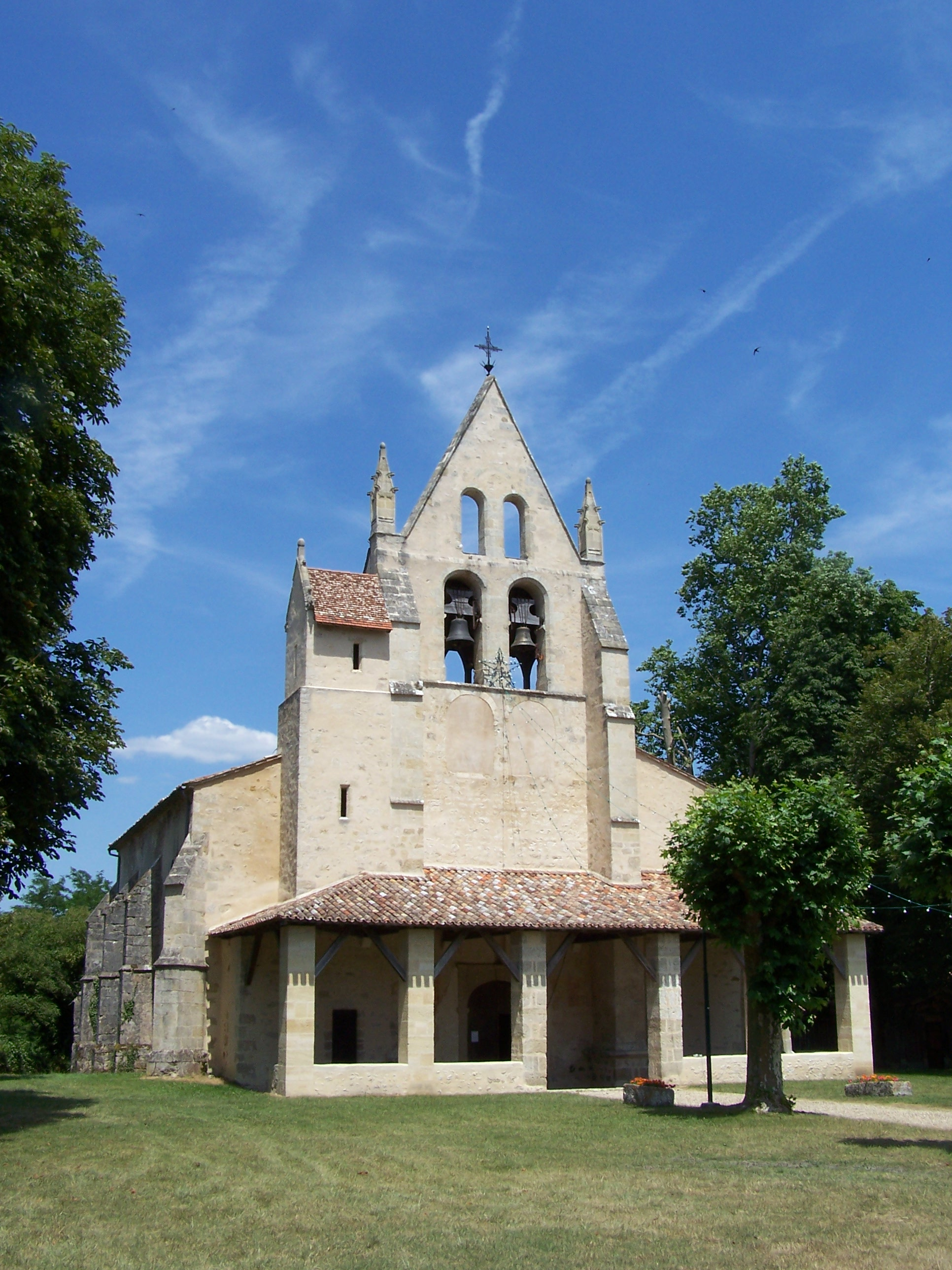
L'église Saint-Léger (juin 2009)
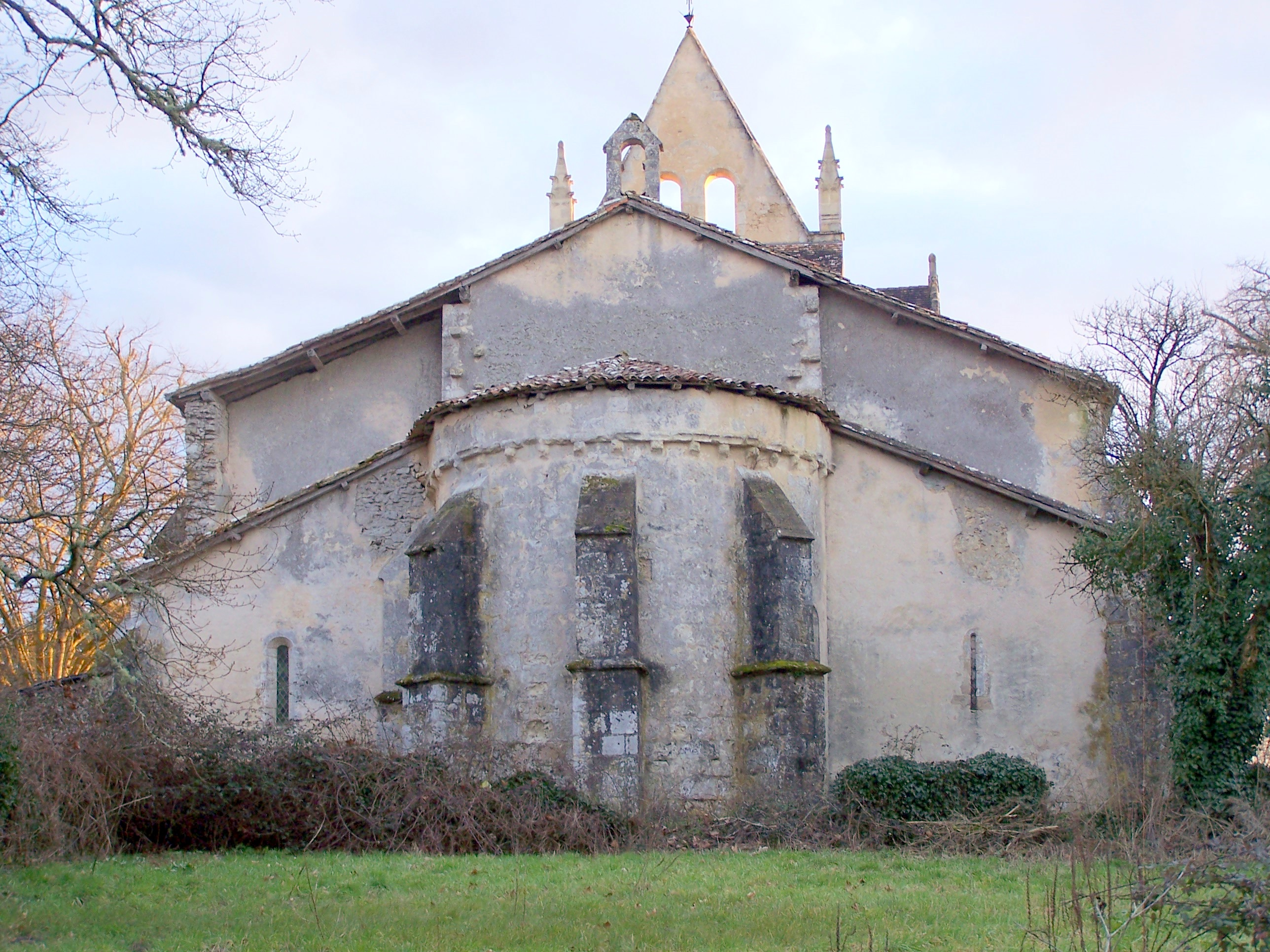
Le chevet de l'église Saint-Léger (fév. 2010)
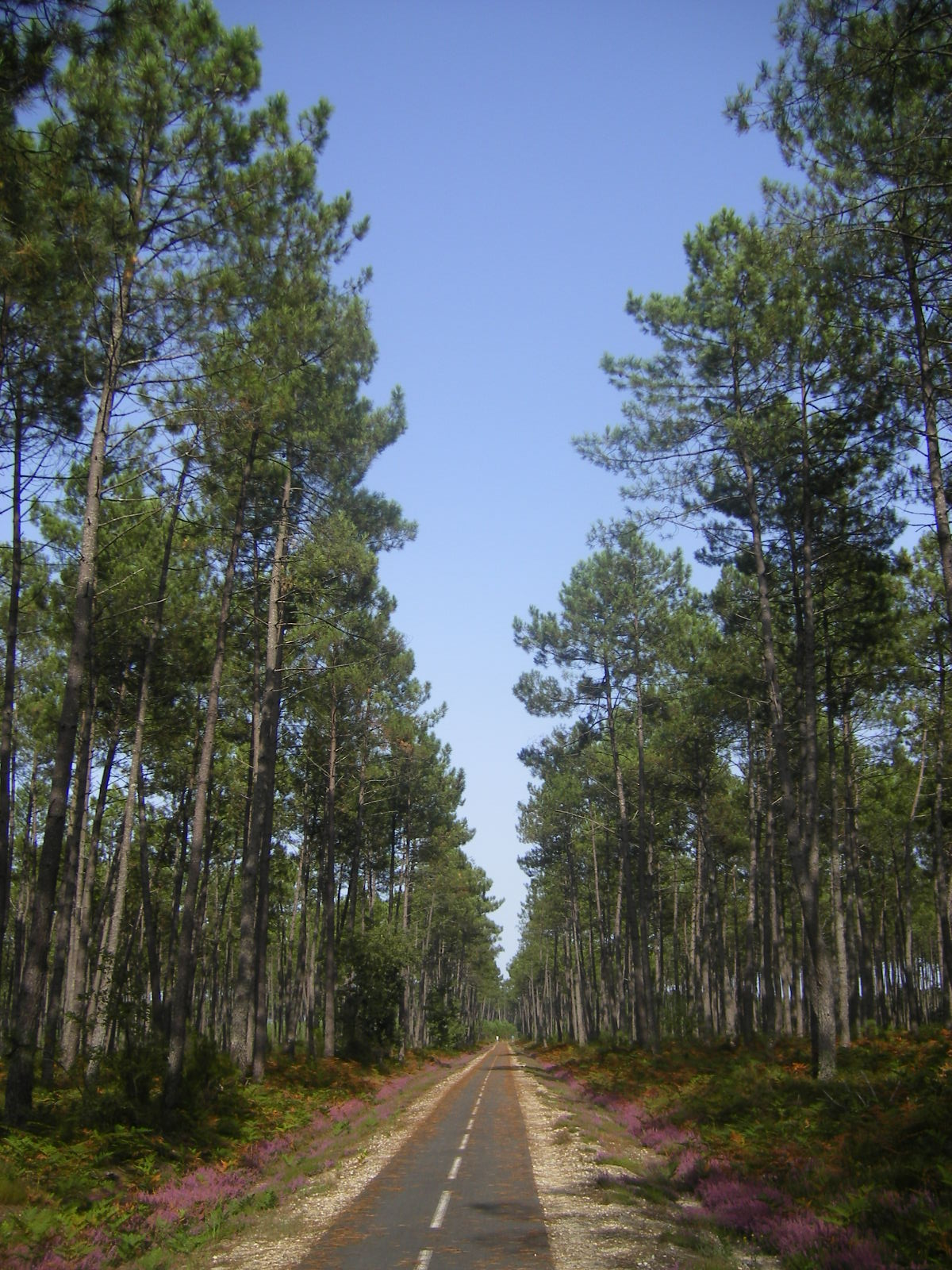
Piste cyclable entre Saint-Léger et Villandraut (août 2007)
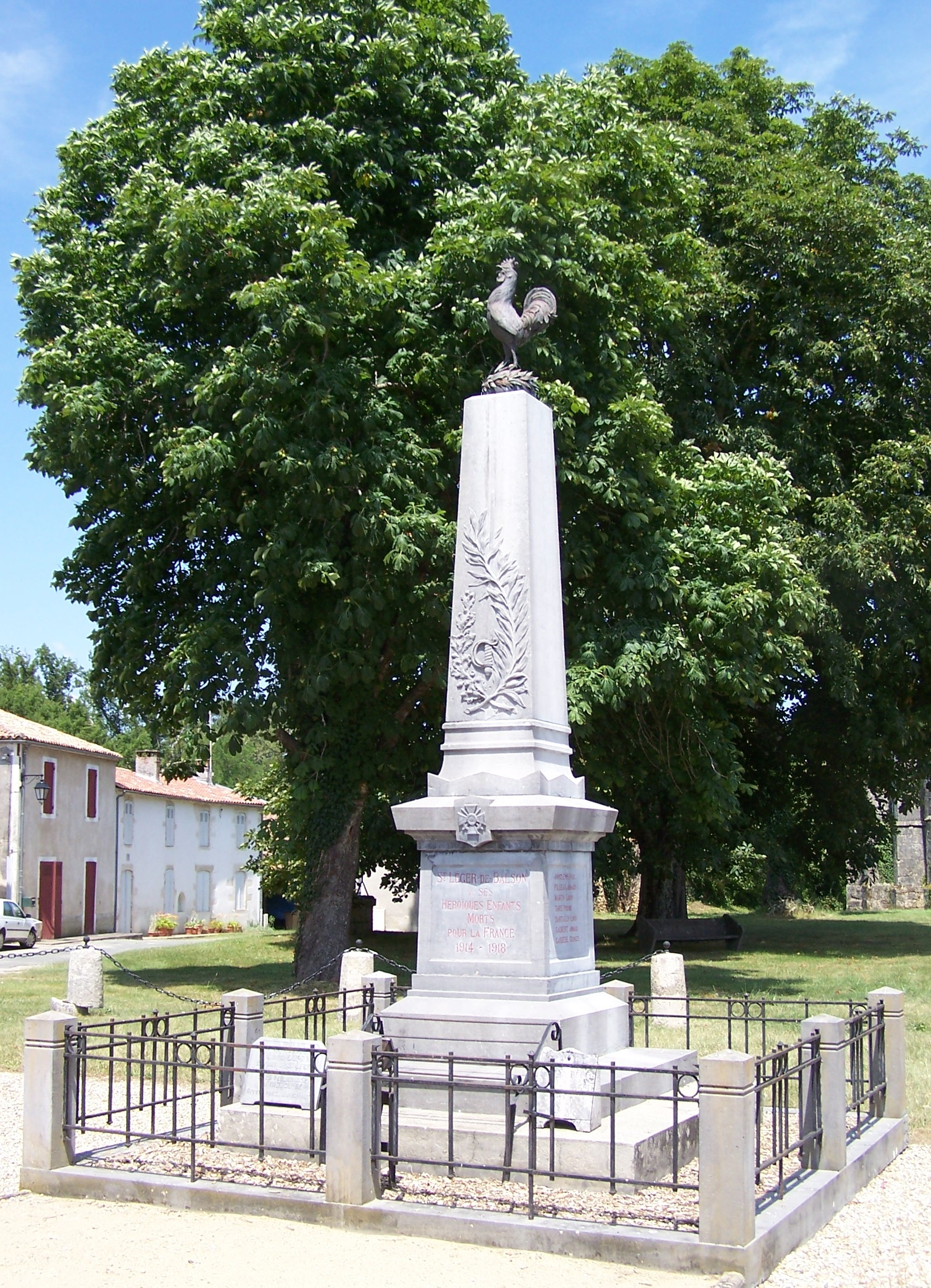
Le monument aux morts, devant l'église (juin 2009)
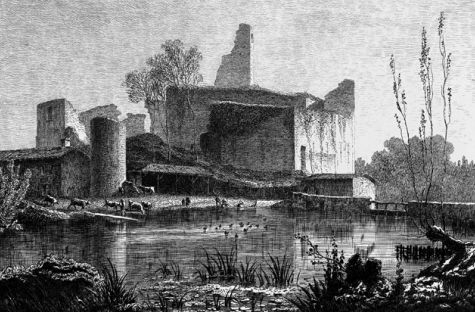
Ruines du château de Castelnau de Cernès (gravure de Léo Drouyn - 1862)

### Héraldique
| Blason de Saint-Léger-de-Balson | Blason  | Écartelé, le trait du coupé ondé : au 1er d'azur au clocher d'or, ajouré du champ et campané de deux pièces d'argent, au 2e d'argent à la volute de crosse de gueules, au 3e d'argent à la tour ruinée de gueules, ouverte du champ et maçonnée de sable, au 4e de sinople à la pomme de pin renversée d'or. |
| Blason de Saint-Léger-de-Balson | Détails | Le clocher pour l'église locale, la couleur bleue et les ondes pour la source Saint-Clair, la volute de crosse comme attribut de saint Léger, la tour ruinée pour le château de Castelnau de Cernès, la couleur rouge pour la famille d'Albret, la pomme de pin et la couleur verte pour la sylviculture et la forêt des landes girondines. Armoiries composées par Jean-François Binon, adoptées par la municipalité en avril 2018. |